# Fulleda
Fulleda est une commune de la comarque de Garrigues dans la province de Lleida en Catalogne (Espagne).

## Géographie
Fulleda est une municipalité catalane, située à l'extrême est de la contrée administrative des Garrigues, au territoire de la Segarra historique, frontalier avec La Conca de Barberà. Le peuplement est groupé dans le noyau urbain (560 m) à l'interfluve des vallées de La Granada et Els Escortals.

## Économie
La base économique du village est l'agriculture de terrain sec, basée fondamentalement sur la vigne, l'olivier et l'amandier, avec quelque présence de la céréale, tout y qu'il y a aussi une paire de fermes et quelque petite industrie (charpenterie et produits chimiques, récemment réclusion).

## Personnalités
Dans la localité il y a un monument à Augustina Saragossa i Domènech, Augustina d'Aragó, dont les parents étaient de ce village et où y sont aussi nés ses différents frères.

### Sources et bibliographie
- CONTINENTE CUEVAS, Juan-Antonio & ARBÓS GABARRÓ, Santiago (1986). Fulleda i Agustina d'Aragó. Fulleda: Ajuntament de Fulleda.
- CONTINENTE CUEVAS, Juan-Antonio & ARBÓS GABARRÓ, Santi(1993). Fulleda. Un poble de les Garrigues. Lleida: Diputació de Lleida & Ajuntament de Fulleda.
- ARBÓS i GABARRÓ, Santi (2003). Onomàstica de Fulleda (Garrigues). Barcelona: Societat d'Onomàstica & Institut Cartogràfic de Catalunya.
- ARBÓS GABARRÓ, Montse & ARBÓS PALAU, Ramon M. (2006). Les carboneres a Fulleda (les Garrigues). Les Borges Blanques & Fulleda: Centre d'Estudis de les Garrigues & Associació de Dones Marinada de Fulleda.
- PASCUAL GASULL, Josep (1999). Memòries d'un fill de Fulleda. Valls: auteur.
- ARBÓS GABARRÓ, Montse (2000). « Lo forn del vidre de Fulleda » dans II Trobada d'Estudiosos de la comarca de les Garrigues. Tarrés: Ajuntament de Tarrés & Institut d'Estudis Ilerdencs.
- ARBÓS GABARRÓ, Santi (2000). « Vocabulari fulledenc » dans II Trobada d'Estudiosos de la comarca de les Garrigues. Tarrés: Ajuntament de Tarrés & Institut d'Estudis Ilerdencs.
- ARBÓS GABARRÓ, Santi (2000). « Qüestions de toponímia fulledenca » dans II Trobada d'Estudiosos de la comarca de les Garrigues. Tarrés: Ajuntament de Tarrés & Institut d'Estudis Ilerdencs.
- ARBÓS GABARRÓ, Montse (2003). « Lo forn del vidre de Fulleda. II part » dans III Trobada d'Estudiosos de la comarca de les Garrigues. Cervià de les Garrigues: Ajuntament.
- ARBÓS GABARRÓ, Santi (2003). « Llengua i fet religiós a la Fulleda dels segles XIX i XX » dans III Trobada d'Estudiosos de la comarca de les Garrigues. Cervià de les Garrigues: Ajuntament.